# سیارک ۲۴۰۸۷
سیارک ۲۴۰۸۷ (به انگلیسی: 24087 Ciambetti، نامگذاری:1999UT3) بیست و چهار هزار و هشتاد و هفتمین سیارک کشف شده‌است که در ۲۷ اکتبر ۱۹۹۹ کشف شد.
قدر مطلق سیارک برابر ۱۵.۵ است.